# トガチの乱
トガチの乱（トガチのらん、脱火赤の乱）は、大元ウルスの皇族コシラを擁立するトガチ丞相らがブヤント・カアン（仁宗アユルバルワダ）政権に対して延祐4年（1317年）に甘粛・陝西一帯で起こした叛乱。帝位（カアン位）を巡るカイシャン家とアユルバルワダ家の対立から生じた内乱の一つで、「トガチの乱」そのものは短期間で鎮圧されたもののブヤント・カアン政権はコシラを擁する一派そのものを排除することはできず、後に天暦の内乱においてコシラが即位する遠因となった。また、「トガチの乱」の勃発によってチャガタイ・ウルスと大元ウルスの軍事衝突（アユルバルワダ・エセンブカ戦争）がチャガタイ家側にとって有利な形で終結し、この時定まった両勢力の国境線は後々まで引き継がれた。

## 背景
トガチの乱の遠因は(1)帝位を巡るカイシャン家とアユルバルワダ家の対立、(2)中央アジアを巡る大元ウルスとチャガタイ・ウルスの対立、という2つの要因が重なって起こった。

### 帝位を巡る内部対立
帝位を巡るカイシャン家とアユルバルワダ家の対立の原因は、大徳11年（1307年）に発生したオルジェイトゥ・カアン（成宗テムル）死後の政争にまで遡る。過度の飲酒により病弱であったオルジェイトゥ・カアンはほとんど政治に参画しておらず、事実上政権を運営していたのは皇后のブルガンであった。オルジェイトゥ・カアンとブルガンとの間にはデイシュという一人息子がいたが、デイシュが早世したために血統的に最も後継者に近いのはオルジェイトゥ・カアンの兄のダルマバラの息子に当たるカイシャン、アユルバルワダ兄弟と目されていた。しかし、個人的な理由からカイシャンらとその母のダギを嫌っていたブルガンは彼等を中央から遠ざけ、オルジェイトゥ・カアンが亡くなった時にはやや遠縁の安西王アナンダを擁立することで自身の権勢を保持しようと図った。
一方、ブルガンの専制を嫌うハルガスンら朝廷の有力者は密かにカイシャン、アユルバルワダ兄弟と連絡をとり、比較的近くにいたアユルバルワダが先手を打って宮廷クーデターを起こし、ブルガン政権を打倒した。ところが、その直後にカイシャンがモンゴリアの大軍団をまとめ上げて南下してきたために帝位（カアン位）はカイシャンのものとなったが、カイシャン側もアユルバルワダの功績を無視できず、アユルバルワダは「皇太子」とされた。ただし、カイシャン死後にアユルバルワダが即位した時には、「カイシャンの息子を皇太子とする」との約定がなされた。
新たにクルク・カアンとして即位したカイシャンは弟で皇太子のアユルバルワダを厚遇したものの、かつてアユルバルワダのクーデターに協力した一派はカイシャン派にクーデターの成果を奪われたと不満を抱いており、このようなカイシャン派とアユルバルワダ派の水面下での対立がトガチの乱の原因となった。

### 中央アジア状勢
13世紀後半、中央アジアで台頭したオゴデイ家のカイドゥはチャガタイ・ウルス、アリクブケ・ウルスなどを傘下に置いて「カイドゥの国（カイドゥ・ウルス）」と呼ばれる大元ウルスから独立した王権を中央アジアに築き上げた。13世紀末、クビライが死去しオルジェイトゥ・カアンが立つとこれを好機と見たカイドゥは大元ウルスへ大攻勢に出、一時大元ウルスの軍勢は劣勢に陥った。ここに登場したのがブルガンによって中央から遠ざけるため派遣されてきたカイシャンで、カイシャンは配下の軍団をよくまとめ上げてカイドゥの侵攻を防ぎ、敗退したカイドゥは戦闘中の負傷によって大徳5年（1301年）頃に亡くなった。
カイドゥを亡くしたカイドゥ・ウルスではチャガタイ家のドゥアが自立してオゴデイ家と手を切り、大元ウルスに協力してオゴデイ家を討つことを申し出た。そこで東からカイシャン率いる元軍が、西からドゥア率いるチャガタイ家軍がイルティシュ河流域のオゴデイ家領に攻め込み、遂に中央アジアにおけるオゴデイ・ウルスは解体された。この時カイシャンの配下で活躍したのがキプチャク軍団長のトガチとチョンウルらで、彼等はイルティシュ戦役の終結後もオゴデイ家残党討伐のためアルタイ方面に駐屯し続けた。
カイシャンは即位後、モンゴリアにおける軍指令の権限を最も信頼おける側近であるオチチェルに委ね、その息子のワイドゥに父と同じ地位を授けてこちらは身近に置いた。オチチェル率いるトガチ、チョンウルら軍団長らは自らを取り立て、指揮したカイシャンに強い忠誠を捧げているという共通点を有していた。一方、チャガタイ家の側でもオゴデイ家討伐で協力し、「新興」のドゥア家を独立したウルスとして承認したカイシャンに好意を抱いており、カイシャンの短い治世の間で大元ウルスーチャガタイ・ウルス間の関係は安定した。このように、かつてカイドゥ・ウルスの討伐という共通の目的を抱いて協力し、これを指揮したカイシャンに好意を抱く2つの勢力がアルタイ山脈を挟んで並び立つという状況が、「トガチの乱」を生み出す前提の一つとなった。

## 経過

### カイシャン一派の粛正
至大4年（1311年）正月、クルク・カアンが在位4年で急死すると、新たにブヤント・カアンとして即位したアユルバルワダはすぐにクルク・カアン政権の有力者を軒並み処刑し、新政権を発足させた。即位後間もない大量粛正、後述するカイシャン遺児への弾圧などからクルク・カアンの急すぎる死もアユルバルワダ一派による謀殺であって、一連の変転は事実上のクーデターであると見られる。また、クルク・カアンは即位以前からの側近であるフーシン部のオチチェルをモンゴリアに駐屯させ、その息子のワイドゥに父と同じ地位を与えて身近に置いていたが、建国の功臣たるボロクルの子孫でカイドゥ討伐の英雄たる彼等には流石に手出しできず、従来の地位のままとした。また、アルタイ方面に駐屯する旧カイシャン麾下の軍団長にも高い地位を授けることで懐柔しようとしている。
即位から5年、政権の基盤固めを終えたと見たブヤント・カアン政権は遂に「アユルバルワダが即位した時は、カイシャンの息子（コシラ）を皇太子に立てる」という広く知られた約定を破棄してアユルバルワダの実子のシデバラを立て、残るカイシャン派勢力を一掃することを決意した。『元史』ダギ伝などの記述によると、ダギとその配下（テムデル、シレムンら）はコシラが英気に満ちている反面、アユルバルワダの実子のシデバラ（後の英宗ゲゲーン・カアン）が柔弱なのを見て、シデバラを後継者とした方が都合が良いと判断したという。
延祐2年（1315年）10月22日、ブヤント・カアンはまずカイシャン派最大の大物アスカン（ワイドゥ）から太師の地位を奪って陝西行省丞相とし、代わりにダギの側近テムデルを新たに太師に任命した。その1カ月後、同年11月にコシラは「周王」に封ぜられ、雲南行省の統治を命じられた。王位の授与という形をとりながらもこれは事実上の僻遠の雲南地方への配流であり、翌延祐3年（1316年）3月にコシラは護送つきで雲南へ出発させられた。コシラ出発の僅か9日後、ブヤント・カアンらは「夏の都」上都開平府に向けて出発しており、アスカンの降格からコシラの雲南追放はこの時の「冬の都」大都滞在中に始末をつけるという意図があったと考えられている。そしてこの年の上都滞在を経て、大都に戻ってきたブヤント・カアンは満を持して同年12月、実子のシデバラを皇太子の座に就けた。

### 関陝の変
延祐3年（1316年）3月に大都を発したコシラ一行は非常にゆっくりとしたペースで進み、8カ月経った同年11月にようやく陝西行省管轄下の延安に到着した。延安ではシハーブッディーンやカブルトゥといった元カイシャンの部下たちが集い、その中の一人ジャファルは「天下は我が武皇（＝クルク・カアン）のものである」と述べ、陝西行省の助けを得て朝廷にコシラの復権を訴えるべしと主張した。前述したようにカイシャン派の大物であったアスカンはこの時陝西行省の長（丞相）の地位にあり、アスカンの助けを得られることを見越してジャファルらは京兆府（陝西行省の治所）に向かった。
ジャファルらを迎えたアスカンは早速コシラを奉じて決起することを決め、平章のタガチャル、行台御史大夫のトリ・ベク、中丞のトゴンらと協力し、陝西行省の兵を招集した。アスカンらは交通の要衝である潼関・河中府から「腹裏（コルン・ウルス＝河北一帯）」に攻め入ろうと計画したが、河中府に至ったところでタガチャル、トゴンが突如として裏切りアスカン・ジャファルを殺害した。この翌月にはコシラと行動をともにしていたトゥクルクがすぐにアスカンの後釜として陝西行省左丞相に任じられており、コシラ派が決起した「関陝の変」はブヤント・カアン政権によって仕組まれたものであったと考えられている。すなわち、ブヤント・カアン政権にとって最も目障りなコシラ、アスカンという危険人物を一箇所にまとめ、わざと決起させた上で、以前から懐柔していたタガチャル、トゴン、トゥクルクらを利用して両者を一挙に排除することこそがブヤント・カアン政権の最終的な目標であったと推測されている。
「関陝の変」が起こった翌月、ブヤント・カアンは「赦罪の詔」を出してアスカン・ジャファル・チェルケスら乱を起こした首謀者たちを斬首し叛乱を鎮圧したことを宣言し、自らの統治を「隆平の治」と自賛した。しかし、ブヤント・カアン政権にとって最大の誤算であったのはアスカン以上の重要人物、コシラを取り逃がしてしまったことで、コシラの西方への逃亡が新たに「トガチの乱」を引き起こすことになった。

### トガチの乱
前述したように、この頃の中央アジアではかつてカイドゥ・ウルスを攻め滅ぼした大元ウルス軍と、カイドゥ・ウルスを乗っ取ったチャガタイ・ウルス軍がアルタイ山脈を挟んで対峙していた。かつてカイドゥ・ウルスを打倒するため協力したカイシャンとチャガタイ家のドゥアは友好関係にあったが、ブヤント・カアン政権が誕生するとチャガタイ・ウルスとの関係は悪化し、両者は戦争状態に陥った（アユルバルワダ・エセンブカ戦争）。この戦役において大元ウルス軍を率いたのはキプチャク軍団長のトガチ丞相とチョンウル、カンクリ軍団長のミンガンらで、彼等はみなかつてカイシャンの部下としてカイドゥ・ウルスと戦ってきた将軍たちであった。
「関陝の変」から逃れてきたコシラがアルタイ山脈方面に逃れた結果、『元史』「明宗本紀」によると「西北諸王察阿台（＝チャガタイ系諸王）」がコシラの下に来附し、10年あまり辺境は「寧謐となった」という。この時の中央アジア状勢を語る史料は皆無であり、詳細は不明であるものの、いくつかの状況証拠から「逃れてきたコシラが戦争状態にあった大元ウルス軍とチャガタイ・ウルス軍の間を取り持って停戦させ、両者の協力を得て中央アジアに独自の勢力を築いた」ものと考えられている。そして、ブヤント・カアン政権を見限ってコシラ側についた大元ウルス軍団長の代表が「トガチ丞相」であり、トガチを中心とするコシラ派によるブヤント・カアン政権への反抗こそが「トガチの乱」であった。
ただし、『元史』「仁宗本紀」はカイシャン派の弾圧、コシラ・アスカンの排除、トガチの乱について徹底して言及を避けており、「トガチの乱」については断片的な記録しか残っていない。『元史』仁宗本紀の断片的な記述によると、「関陝の変」が起こった3カ月後の延祐4年（1317年）7月に初めて「トガチの乱（脱火赤之乱）」によって困窮した人民に鈔・米を支給して救済するという記事が見える。また、同年6月には安遠王チュカン（丑漢）・趙王アルクトゥ（阿魯禿）のウルスがトガチの攻撃に晒されたことが記録されている。安遠王チュカンはトガチらとともにアルタイ方面に駐屯していた指揮官の一人で、また趙王アルクトゥは陰山山脈一帯を領地とするオングト部族の長であり、トガチ丞相率いる軍団はまずチュカンらアルタイ駐屯軍を破ってモンゴル高原中央部を制圧した後、モリン道を南下して陰山方面に侵攻したものとみられる。
また、トガチ丞相とチャガタイ・ウルスの和解、「トガチの乱」の拡大にはチャガタイ系チュベイ・ウルスの果たした役割が大きかったと考えられている。チュベイ・ウルスとはカイドゥによる中央アジア制圧に逆らって大元ウルスに亡命し、ハミル（哈密）一帯に居住した集団の総称で、チャガタイ家第5代当主アルグの息子のチュベイを中心とする独自の勢力を築いていた。チュベイ・ウルスの者達はトガチ丞相・チョンウルらと同様に大元ウルス軍の一角として長年カイドゥ・ウルスとの戦いに従事しており、アユルバルワダ・エセンブカ戦争時もかつてと同様にトガチ丞相らと連携してチャガタイ・ウルス領に侵攻していた。ただし、チュベイ家とドゥア家はもともとチャガタイ系の同族である上、婚姻関係も結んでおり、深刻な対立関係に陥っていたわけではなかった。更に、チュベイの弟のトク・テムルの孫のイリンチクバルはコシラ即位後に唯一王位（柳城王）を授けられた人物であり、このイリンチクバルこそがチャガタイ・ウルスとコシラの間を取り持った功労者なのではないかと推測されている。また、『元史』に記される「叛王」トガチの活動は、チュベイの兄のカバンの孫の「王族のトガチ」の事蹟が混ざっているのではないかと考えられている。
延祐4年（1317年）の前半に猛威を振るった「トガチの乱」であったが、同年7月にはキプチャク軍団長のチョンウルが「叛王」を討伐したと記録される。前述したように、チョンウルもまたカイシャン恩顧のキプチャク軍団長であり、詳細は不明であるが「コシラ派を裏切って」ブヤント・カアン政権側につき、トガチ丞相らと戦ったのではないかと推測されている。更に延祐5年（1318年）2月にはチュカンもトガチ丞相と戦った功績により金銀幣鈔を与えられており、この頃には「トガチの乱」は鎮圧されてしまったようである。

### 乱後の動向
コシラ派はトガチ丞相を主軸とする大元ウルスへの反抗に失敗したものの、ブヤント・カアン政権側でもチャガタイ・ウルスと連合したコシラ派に手出し出来ず、両者の戦況は膠着した。やむなくコシラは中央アジアにおいて10数年に渡って亡命生活を送り、その間にトゴン・テムルとイリンジバルという息子をもうけた。至治3年（1323年）、ゲゲーン・カアン（英宗シデバラ）が南坡の変によって暗殺されると、今度は更に遠縁のイェスン・テムルが即位した。コシラ派はイェスン・テムル・カアン政権とは友好的な関係を結び、泰定2年（1325年）には使者のやり取りを始めた。また、泰定4年（1327年）にはチャガタイ・カンのイルジギデイとコシラが連名でイェスン・テムル・カアンに使者を派遣している。
致和元年（1328年）、イェスン・テムル・カアンが死去すると、かつてトガチを討伐したチョンウルの息子のエル・テムルがカイシャン派をまとめ上げて決起し、天暦の内乱を引き起こした。エル・テムルはカイシャンのもう一人の息子でコシラの弟のトク・テムルを擁立し、遂にイェスン・テムル・カアンの息子のアリギバを擁立する1派を打倒した。一方、内乱勃発を聞いたコシラ1派も帝位獲得のため行動を起こし、チャガタイ・ウルスの大兵団の後押しを受けてモンゴリアに進出した。こうして先んじて首都を抑えたトク・テムル派とモンゴリアを抑えたコシラ派という、かつてのカイシャン派とアユルバルワダ派の対立を再現したような形となり、かつてのように軍事的に勝るコシラが帝位を得ることになった。しかし、トク・テムルを擁するエル・テムルらは本気でコシラに政権を譲る気はなく、かつてカイシャンが中都を築こうとしたオングチャドの地でコシラを毒殺した。コシラの即位を後押ししたチャガタイ・ウルスもエル・テムルから莫大な見返りを受けて撤退し、ここに「トガチの乱」より続くコシラの勢力は瓦解した。